# Лада-Тольятти
«Ла́да-Толья́тти» — советский и российский футбольный клуб из города Тольятти, Самарская область. Был образован 4 января 1970 года под названием «Торпедо» в результате объединения команд «Химик» Тольятти и «Металлург» Куйбышев. В 2010 и 2022 годах был расформирован, но в обоих случаях спустя два года возобновлял активную деятельность.

## Названия
- 1970—1988 — «Торпедо»
- 1989—1996 — «Лада»
- 1997—1999 — «Лада-Тольятти-ВАЗ»
- до 2 круга 1997 - «Лада-ВАЗ»
- 2000—2009 — «Лада»
- 2010—2011 — «СДЮСШОР-Лада»
- с 2012 года — «Лада-Тольятти»

## История

### Становление команды
В Куйбышеве по итогам сезона 1969 года в новой первой лиге класса «А» чемпионата СССР должны были выступать сразу две команды — «Крылья Советов» и «Металлург». В обкоме партии посчитали это нецелесообразным и «Металлург» расформировали. На базе этого коллектива, в свою очередь, начали создавать новую команду мастеров в Тольятти (в 1964—1969 годах Тольятти на всесоюзном уровне среди команд мастеров представляла команда «Труд», в 1969 году носила название «Химик»), которой отвели место во второй лиге класса «А», где она должна была отстаивать честь физкультурного коллектива Волжского автозавода имени 50-летия СССР. По сложившейся к тому времени традиции, клуб, представляющий предприятие автомобильной промышленности, нарекли «Торпедо».
Первую тренировку команда провела 4 января, и на это занятие собрались 23 футболиста. В Тольятти торпедовцы занимались по шесть раз в неделю в спортзале политехнического института. 30 января в 17 часов в актовом зале дирекции ВАЗа на улице Белорусской состоялась первая встреча футболистов с болельщиками, которую открыл заместитель председателя завкома Ю. П. Саврин. Потом команда 4 февраля отправилась на первые учебно-тренировочные сборы в Ленинабад.
Через неделю, 11 февраля, «Торпедо» провело свой первый в истории товарищеский матч с авторитетным в ту пору «Томлесом» из Томска. Благодаря удару Юрия Старкова в первом тайме автозаводцы одержали победу — 1:0. Состав команды: Соколов, Бобылёв, Морозов, Бузыцков, Тебелев, Ермаков, Миронов, Акчурин, Кикин, Старков, Жуковский. Там же, в Ленинабаде, «Торпедо» затем одолело «Кузбасс» — 2:0 (А. Кикин, Ю. Старков), местный «Памир» — 2:0 и сыграло вничью с ташкентским «Трактором» — 1:1 (А. Кикин). Ещё две игры тольяттинцы провели в Ленинабаде с тем же «Томлесом» — 2:1, 1:1. Уже в ту пору костяк команды составляли футболисты из Куйбышева. По мере того, как наставник «Крыльев Советов» «отцеплял» игроков со сборов, они плавно перемещались в команду Альфреда Фёдорова. Эта тенденция в комплектовании потом сохранится на долгие годы, в команду переходили Юрий Капсин, Евгений Майоров, Геннадий Сахаров, Николай Мартынов, Николай Ермаков, Анатолий Кикин.
19 апреля 1970 года автозаводцы провели свой первый официальный матч в рамках розыгрыша Кубка страны против «Томлеса». «Торпедо» выиграло 3:0. Первым тренером клуба стал мастер спорта СССР, многолетний капитан «Крыльев Советов» Альфред Фёдоров.

### Чемпионат СССР
Начиная с 1970 года и до последнего союзного чемпионата клуб выступал во второй лиге. В 1980 году «Торпедо» заняло 1 место в своей зоне, однако из-за переходного турнира команда осталась во второй лиге. На протяжении всей своей истории выступлений в чемпионатах СССР «Торпедо» Тольятти зарекомендовала себя как сильная команда второй лиги. В 1989 году клуб получил название «Лада».

### Чемпионат России
После распада Советского Союза «Лада» получила возможность выступать в первой лиге чемпионата России. Выиграв в 1993 году зону «Центр» в первом дивизионе и заняв второе место в переходном турнире, клуб попал в высшую лигу, установив рекорд первого дивизиона по минимальному количеству поражений за сезон. Закончив чемпионат 1994 на последнем месте, «Лада» вновь оказалась в первой лиге, ставшей к этому моменту единым турниром. Вернуться наверх удалось за год, однако и вторая попытка закрепиться в высшей лиге не удалась — клуб занял последнее место из 18 участников.
Несмотря на вылет из высшей лиги, «Лада» обратила на себя внимание, и два игрока из её состава — Алексей Бахарев и Максим Бузникин — провели следующий сезон в московском «Спартаке» и выиграли чемпионат России-1997. Максим Деменко тоже проходил просмотр в «Спартаке», но продолжил выступления за «Ладу», что не помешало ему впоследствии, уже будучи игроком петербургского «Зенита», попасть в сборную России, а в 2003 году выиграть кубок России в составе «Спартака».
Возможно, такой интерес «Спартака» к игрокам «Лады» обусловлен тем, что в 25 туре чемпионата-1996 москвичи потеряли важные очки в игре с аутсайдером, в результате чего «Спартак» завоевал чемпионство лишь в «золотом матче» с «Аланией».
В 1997 году клуб продолжил падение, в первом круге чемпионата прочно обосновавшись на последнем месте в таблице: к концу июня в 17 матчах была одержана только одна победа и набрано 8 очков. Ситуацию радикальным образом исправила смена тренера: вскоре после прихода Владимира Дергача «Лада» выдала впечатляющую серию, выиграв с июля по октябрь 15 матчей из 23, и сохранила место в первом дивизионе.
В 1998 году из-за последствий дефолта клуб не успел в установленные сроки оснастить поле подогревом, в результате чего лишился шести очков и опустился во второй дивизион. За несколько туров до конца Дергач покинул команду, и на следующие пять лет тренерскую должность занял Александр Гармашов, тогдашний президент клуба.
Уверенно выиграв в 1999 году турнир в зоне «Поволжье» второго дивизиона, «Лада» в стыковых матчах с «Кубанью» завоевала право на возвращение во второй эшелон российского футбола, где с переменным успехом выступала три последующих сезона.
2002 год в истории клуба запомнился двумя крупными победами подряд: 14 сентября в 1/16 финала Кубка России со счётом 6:0 была обыграна команда «Торпедо-ЗИЛ» — это самая крупная победа команды первого дивизиона над командой высшего дивизиона за всю историю Кубка России, а 18 сентября в рамках чемпионата первого дивизиона «Лада» одержала победу 11:1 над красноярским «Металлургом», причём гости забили гол первыми. «Лада» выступала фактически резервным составом.
Переломным в судьбе клуба стал 2003 год. Ещё в августе 2002 года «АвтоВАЗ» существенно сократил финансирование команды, и футбольный клуб обеспечивал своё существование во многом за счёт продажи футболистов. В то же время в кубке России команда дошла до полуфинала, обыграв по пути три клуба премьер-лиги, и в драматическом матче уступила будущему обладателю кубка — «Спартаку» — со счётом 2:3 в дополнительное время. После окончания сезона Александр Гармашов, игравший в Тольятти ещё в 1987 году, а с 1994 года работавший на руководящих должностях, покинул клуб.
Новое руководство поставило задачу вернуться в первый дивизион, что удалось со второй попытки. Хотя «Лада» в сезоне-2005 заняла лишь второе место в зоне «Урал-Поволжье», она получила путёвку наверх из-за отказа ряда команд.
В 2006 году с «Ладой» повторилась история восьмилетней давности: заняв в первом дивизионе 17 место, дающее право участия в нём в следующем сезоне, клуб тем не менее был переведён во второй дивизион в зону «Урал-Поволжье» из-за проблем с лицензированием. В конце января 2007 года аттестационная комиссия РФС-ПФЛ отказала «Ладе» в выдаче аттестационного свидетельства для участия в соревнованиях клубов первого дивизиона в связи с тем, что учредители клуба — АО «АвтоВАЗ» и мэрия города Тольятти — не предоставили гарантий финансирования клуба.
Начало сезона 2007 «Лада» провела успешно и после 10 тура шла на втором месте, набрав столько же очков, сколько и лидировавшая на тот момент ульяновская «Волга», уступая будущему победителю турнира только по результатам личной встречи. Однако затем последовала череда неудач, которая привела к тому, что за пять туров до конца команда занимала 11 место из 14 участников. Одержав в концовке три домашние победы, «Лада» поднялась на седьмое место. В гостевом матче с «Волгой» (Ульяновск) свой пятисотый матч в профессиональной карьере провёл ветеран команды защитник Павел Табаков.
Первую половину чемпионата 2008 года команда провела в верхней половине таблицы, не претендуя при этом на призовые места. В июне «Лада» потерпела два болезненных домашних поражений подряд — 2 июня от набравшего к тому моменту лишь одно очко в восьми матчах самарского «Юнита» и 13 июня в матче Кубка России со счётом 1:5 от нижегородской «Волги». Вскоре после этого, 2 июля, тренер Александр Бабанов подал в отставку, и исполняющим обязанности главного тренера назначен Игорь Леонидович Кечаев, до того тренировавший «Ладу-2». К концу лета команда обосновалась на девятом месте, однако с наступлением осени ситуация изменилась — благодаря 11-матчевой беспроигрышной серии на финише турнира «Лада» поднялась на пятую строчку в таблице зоны «Урал-Поволжье» второго дивизиона ПФЛ. Успешному выступлению способствовал приход в команду в середине августа лучшего бомбардира первенства Михаила Тюфякова, на счету которого — 12 забитых мячей в 15 матчах, проведённых за тольяттинцев.

### Последний сезон перед расформированием
2009 год начался для клуба очень тяжело. Зимой контракты футболистов были переписаны с уменьшением зарплаты на 40 %, однако и эти деньги не выплачивались с начала года. На треть была сокращена численность персонала. Команда не получила поддержки от соучредителей — ни от городской администрации, ни от ОАО «АвтоВАЗ», несмотря на то, что гарантийное письмо в ПФЛ об обеспечении бюджета было подписано представителем автогиганта. Спортивные результаты соответствовали финансированию — после десятого тура команда имела в активе лишь пять ничьих при пяти поражениях и занимала последнее, шестнадцатое место в таблице. Однако затем последовала серия из шести побед подряд, которая подняла команду на 9 место.
25 июня в Тольятти было подписано четырёхстороннее «Соглашение о стратегическом сотрудничестве в рамках развития футбола в Самарской области». Подписи под документом поставили губернатор Самарской области В. В. Артяков, генеральный директор Государственной корпорации «Ростехнологии» (компании, контролирующей ОАО «АвтоВАЗ» — одного из соучредителей «Лады», и владеющей ПФК «Крылья Советов») С. В. Чемезов, председатель правления фонда «Национальная академия футбола» (который содержит ФК «Тольятти») С. А. Капков и президент ПФК «Крылья Советов» И. Н. Завьялов (на сайте клуба утверждается, что со стороны «Крыльев Советов» документ подписал генеральный директор Ю. В. Макеев). В соглашении, в частности, значится:
- Государственная корпорация «Ростехнологии» предоставляет Самарской областной федерации футбола возможность максимально эффективно использовать одну из лучших спортивных арен города Тольятти — стадион «Торпедо».
- В сезоне-2010 на всероссийской арене Тольятти будет представлять во втором дивизионе одна объединённая команда.
- С 2010 года все выпускники «Академии футбола имени Юрия Коноплёва» будут в приоритетном порядке формировать молодёжный состав ПФК «Крылья Советов».

Согласно подписанному соглашению, с 2010 года в Тольятти должна остаться одна команда, которая будет содержаться Национальной академией футбола, выступать на стадионе «Торпедо» и готовить кадры для самарских «Крыльев Советов». Вопрос о названии объединённой команды остаётся открытым.
22 сентября на сайте «Крыльев Советов» появилось сообщение о том, что в результате переговоров заместителя директора корпорации «Ростехнологии» и президента ФК «Крылья Советов» Игоря Завьялова, генерального директора ОАО «КамАЗ» Сергея Когогина и президента ОАО «АвтоВАЗ» Игоря Комарова принято решение о создании структуры с единой системой управления футбольным хозяйством, которая будет включать в себя четыре команды — «Крылья Советов», КАМАЗ (Набережные Челны), молодёжную команду «Крыльев Советов» и «Ладу», а также детско-юношеские спортивные школы Самарской области и Набережных Челнов. Система будет управляться некоммерческим партнёрством, президентом которого станет И. Н. Завьялов, а генеральным директором — Ю. В. Макеев, занимающие аналогичные должности в «Крыльях Советов». В сообщении также утверждается, что возможным участником системы станет фонд «Национальная академия футбола», переговоры с которым продолжаются.
24 сентября газета «Спорт-Экспресс» сообщила, что спортивным директором «Крыльев Советов» станет Юрий Газзаев, занимающий посты генерального директора и главного тренера ФК «КАМАЗ». Под руководством Игоря Кечаева команда завершила сезон-2009 на восьмом месте.

### Потеря профессиональной команды
11 марта 2010 года вице-президент ОАО «АвтоВАЗ» по персоналу и социальной политике Дмитрий Михайленко, являющийся также председателем правления клуба, сообщил игрокам, что «Лада» не будет заявлена на турнир второго дивизиона. По данным газеты «Спорт-Экспресс», клуб потеряет профессиональный статус уже в ближайшие дни, незадолго до своего сорокалетнего юбилея. 19 марта руководство футбольного клуба «Лада» заявили, что команда в 2010 году будет играть в любительской лиге. Перед началом сезона-2010 стало окончательно известно, что профессиональный футбол в Тольятти останется представлять только ФК «Академия».

### «СДЮСШОР-Лада»
В 2010 году в Первенство КФК/ЛФЛ МФС «Приволжье» была заявлена муниципальная футбольная команда «СДЮСШОР-Лада», которую возглавил Фарид Жангиров. Клуб содержался за счёт города. По итогам сезона команда заняла 14-е место. Следующий сезон «СДЮСШОР-Лада» провела в чемпионате Самарской области и заняла 9-е место.

### Сезон 2012/13. Воссоздание клуба
Перелом в судьбе команды наступил весной 2012 года, когда прошли выборы мэра города Тольятти. Практически сразу после своего избрания Сергей Андреев заявил о необходимости возрождения футбольного клуба «Лада». Важную роль в этом событии сыграла Академия футбола имени Юрия Коноплёва, а также инициативная группа в которую входили Игорь Кечаев, Сергей Кирдяпкин и Дмитрий Герасимов. 16 апреля было зарегистрировано юридическое лицо «Некоммерческое партнёрство ФК „Лада“» (в мае переименовано в НП ФК «Лада-Тольятти»).
Сообщалось, что в июне был создан профессиональный футбольный клуб «Лада-Тольятти». Игорь Кечаев, который был назначен на пост главного тренера футбольного клуба, начал комплектование команды, а руководящий и административный состав — прохождение процедуры лицензирования в РФС. В июне команда прошла процедуру лицензирования и была допущена к участию во втором дивизионе зоны «Урал-Поволжье». По итогам сезона «Лада-Тольятти» заняла пятое место.

### Сезон 2015/16. Объединение
В начале сезона 2015/2016 стало известно, что ФК «Лада-Тольятти» и Академия футбола имени Юрия Коноплёва произведут объединение для продуктивного развития футбола в Самарской области. Инициатором данного объединения стали самарские «Крылья Советов». Губернатор Самарской области Николай Меркушкин заявил, что тольяттинский футбол станет частью региональной футбольной структуры. С нового сезона стратегический вектор ФК «Лада-Тольятти» стал ориентироваться на воспитанников Академии футбола имени Юрия Коноплёва, а модель развития клуба стала идентична системе ФК «Академия». В 2015 году молодёжная команда «Лада-Тольятти» объединилась с футбольным клубом «Академия».
В 2016 году «АвтоВАЗ» перестал спонсировать клуб. С 2012 года финансирование «Лады-Тольятти» составляло 10 млн ₽ из областного бюджета и 20 млн от «АвтоВАЗа». Осталось только бюджетное финансирование в 10 млн ₽.
В 2021 году объём предоставления ФК «Лада-Тольятти» субсидии от министерства спорта Самарской области составил 7,3 млн. ₽.

### Сезон 2021/22. Второе расформирование
Сезон 2021/22 тольяттинский коллектив завершил на 15-м месте в группе 4 ФНЛ-2. Домашние матчи весенне-летней части сезона, как и годом ранее, команда проводила на стадионе «Кристалл» в Жигулёвске.
1 июля 2022 года появилась информация, что в следующем сезоне команда не будет выступать на профессиональном уровне, несмотря на полученную лицензию. Позже в том же месяце стало известно о втором в истории «Лады» расформировании, непосредственной причиной которого было названо неполучение клубом субсидии от регионального минспорта в размере 10 млн ₽. По словам временно исполняющей обязанности министра спорта Самарской области Лидии Рогожинской клубу было отказано в предоставлении субсидии в связи с неправильным оформлением заявки на осуществление деятельности в сфере профессионального спорта с прилагаемыми документами (несоответствие представленных документов требованиям, определенных порядком, а также представление указанных документов не в полном объеме). Лицензию на выступление во Второй лиге 2022/23 клуб получил с учётом предстоявшей субсидии от минспорта.

### Сезон 2024. Второе воссоздание клуба
5 июня 2023 года появилась информация о воссоздании футбольного клуба рядом новых соучредителей. Заявка, поданная клубом, на участие в дивизионе «Б» Второй лиги 2023, Российским футбольным союзом была отклонена. 26 января 2024 года было объявлено о начале подготовки команды к турниру Второй лиги в дивизионе «Б» (сезон 2024). Намерение завиться туда было обусловлено тем, что участвовавшая в любительском первенстве Приволжья команда «Сызрань-2003» заняла 3-е место (в 2023 году с клубом «Сызрань-2003» было подписано соглашение).
26 февраля на заседании комиссии ФНЛ по аттестации клубов дивизиона «Б» Второй лиги для участия в сезоне 2024, аттестат был выдан. По итогам сезона «Лада» заняла в своей группе 9-е место, набрав 29 очков. Домашние матчи клуб провёл на стадионе «Кристалл» в Сызрани. 

## Достижения
- Первая лига: (1993, зона «Центр»)
- Второй дивизион: (1999, зона «Поволжье»)
- Вторая лига (СССР): (1980, зона 2)
- Кубок России: полуфинал (2002/2003)
- Кубок РСФСР по футболу: (1980)

## Рекордные показатели
- Самая крупная победа в истории первого дивизиона: +10 (18 сентября 2002, «Лада» — «Металлург» Красноярск — 11:1)
- Наибольшее количество забитых сопернику голов в одном матче в истории первого дивизиона: 11 (18 сентября 2002, «Лада» — «Металлург» Красноярск — 11:1)
- Наибольшее количество голов в матче в истории первого дивизиона: 12 (18 сентября 2002, «Лада» — «Металлург» Красноярск — 11:1)
- Самая крупная победа в Кубке России над командой из более высокого дивизиона: 6:0 (14 сентября 2002, «Лада» — «Торпедо-ЗИЛ»)

## Визитная карточка

### Клубные цвета
Согласно эмблеме клуба, основные цвета «Лады-Тольятти» — сине-белые.
| Синий | Белый |

### Эмблемы
- История эмблемы клуба
- 2006—2022
- 2024—н. в.

## Статистика выступлений
| Сезон             | Тренер                                           | Соревнование | Уровень | Место    | И  | В  | Н  | П   | Мячи   | Примечание                                                             |
| ----------------- | ------------------------------------------------ | --- | ------- | -------- | -- | -- | -- | --- | ------ | ---------------------------------------------------------------------- |
| «Торпедо»         |                                                  | |         |          |    |    |    |     |        |                                                                        |
| 1970              |                                                  | Чемпионат СССР, Вторая группа «А», 3 зона                                                                       | 3       | 14 из 22 | 42 | 14 | 12 | 16  | 39-38  |                                                                        |
| 1971              |                                                  | Чемпионат СССР, Вторая лига, 3-я зона                                                                           | 3       | 16 из 20 | 38 | 10 | 12 | 16  | 25-40  |                                                                        |
| 1972              |                                                  | Чемпионат СССР, Вторая лига, 5-я зона                                                                           | 3       | 8 из 18  | 32 | 13 | 9  | 10  | 32-27  |                                                                        |
| 1973              |                                                  | Чемпионат СССР, Вторая лига, 5-я зона                                                                           | 3       | 8 из 17  | 32 | 13 | 5  | 14  | 35-30  |                                                                        |
| 1974              |                                                  | Чемпионат СССР, Вторая лига, 4-я зона                                                                           | 3       | 4 из 21  | 40 | 20 | 9  | 11  | 37-28  |                                                                        |
| 1975              |                                                  | Чемпионат СССР, Вторая лига, 4-я зона                                                                           | 3       | 3 из 17  | 32 | 16 | 9  | 7   | 50-34  |                                                                        |
| 1975              | Чемпионат СССР, Вторая лига, полуфинал «Ашхабад» | 4 из 6 | 3       | 5        | 1  | 1  | 3  | 2-3 |        |                                                                        |
| 1976              |                                                  | Чемпионат СССР, Вторая лига, 4-я зона                                                                           | 3       | 6 из 21  | 40 | 19 | 7  | 14  | 74-48  |                                                                        |
| 1977              |                                                  | Чемпионат СССР, Вторая лига, 4-я зона                                                                           | 3       | 6 из 22  | 42 | 20 | 8  | 14  | 63-47  |                                                                        |
| 1978              |                                                  | Чемпионат СССР, Вторая лига, 4-я зона                                                                           | 3       | 5 из 24  | 46 | 20 | 12 | 14  | 61-37  |                                                                        |
| 1979              |                                                  | Чемпионат СССР, Вторая лига, 4-я зона                                                                           | 3       | 24 из 24 | 46 | 10 | 8  | 28  | 51-88  |                                                                        |
| 1980              |                                                  | Чемпионат СССР, Вторая лига, 2-я зона                                                                           | 3       | из 18    | 34 | 21 | 10 | 3   | 59-22  | Победа в Кубке РСФСР · для команд второй лиги                          |
| 1980              | Чемпионат СССР, Вторая лига, финал II            | 3 из 3 | 3       | 4        | 1  | 0  | 3  | 3-9 |        | Победа в Кубке РСФСР · для команд второй лиги                          |
| 1980              | Чемпионат СССР, Вторая лига, финал РСФСР         | 3 из 5 | 3       | 4        | 0  | 3  | 1  | 5-6 |        | Победа в Кубке РСФСР · для команд второй лиги                          |
| 1981              |                                                  | Чемпионат СССР, 2 лига, 2 зона                                                                                  | 3       | 8 из 17  | 32 | 13 | 7  | 12  | 52-50  |                                                                        |
| 1982              |                                                  | Чемпионат СССР, 2 лига, 2 зона                                                                                  | 3       | 3 из 17  | 32 | 21 | 1  | 10  | 58-34  |                                                                        |
| 1983              |                                                  | Чемпионат СССР, 2 лига, 2 зона                                                                                  | 3       | 12 из 15 | 28 | 9  | 5  | 14  | 26-31  |                                                                        |
| 1984              |                                                  | Чемпионат СССР, 2 лига, 2 зона                                                                                  | 3       | 9 из 17  | 32 | 13 | 5  | 14  | 41-49  |                                                                        |
| 1985              |                                                  | Чемпионат СССР, 2 лига, 2 зона                                                                                  | 3       | 13 из 15 | 28 | 6  | 7  | 15  | 26-41  |                                                                        |
| 1986              |                                                  | Чемпионат СССР, 2 лига, 2 зона                                                                                  | 3       | 7 из 17  | 32 | 14 | 4  | 14  | 43-43  |                                                                        |
| 1987              |                                                  | Чемпионат СССР, 2 лига, 2 зона                                                                                  | 3       | 8 из 17  | 32 | 13 | 6  | 13  | 38-40  |                                                                        |
| 1988              |                                                  | Чемпионат СССР, 2 лига, 2 зона                                                                                  | 3       | 15 из 17 | 32 | 10 | 6  | 16  | 30-42  |                                                                        |
| Лада              |                                                  | |         |          |    |    |    |     |        |                                                                        |
| 1989              |                                                  | |         | 14 из 22 | 42 | 14 | 12 | 16  | 46-42  | ▼ Выбывание во вторую низшую лигу                                      |
| 1990              |                                                  | Чемпионат СССР, Вторая низшая лига, 7-я зона                                                                    | 4       | из 17    | 32 | 20 | 6  | 6   | 63-20  | ▲ Выход во вторую лигу                                                 |
| 1991              |                                                  | Чемпионат СССР, Вторая лига, зона «Центр»                                                                       | 3       | 6 из 22  | 42 | 18 | 8  | 16  | 63-61  |                                                                        |
| 1992              | Анатолий Тыряткин                                | Чемпионат России, Первая лига, зона «Центр»                                                                     | 2       | 6 из 18  | 34 | 15 | 8  | 11  | 57-40  | Переход в первенство России                                            |
| 1992              | Владимир Евсюков                                 | Чемпионат России, Первая лига, зона «Центр»                                                                     | 2       | 6 из 18  | 34 | 15 | 8  | 11  | 57-40  | Переход в первенство России                                            |
| 1993              | Владимир Евсюков                                 | Чемпионат России, Первая лига, зона «Центр»                                                                     | 2       | из 20    | 38 | 25 | 10 | 3   | 80-29  | ▲ Выход в высшую лигу                                                  |
| 1993              | Владимир Евсюков                                 | Чемпионат России, переходный турнир                                                                             | 2       | 2 из 6   | 5  | 2  | 3  | 0   | 8-3    | ▲ Выход в высшую лигу                                                  |
| 1994              | Александр Ирхин                                  | Чемпионат России, Высшая лига                                                                                   | 1       | 16 из 16 | 30 | 6  | 10 | 14  | 24-41  | ▼ Вылет в первую лигу                                                  |
| 1994              | Александр Гармашов                               | Чемпионат России, Высшая лига                                                                                   | 1       | 16 из 16 | 30 | 6  | 10 | 14  | 24-41  | ▼ Вылет в первую лигу                                                  |
| 1994              | Виктор Тищенко                                   | Чемпионат России, Высшая лига                                                                                   | 1       | 16 из 16 | 30 | 6  | 10 | 14  | 24-41  | ▼ Вылет в первую лигу                                                  |
| 1994              | Александр Кочетков[уточнить]                     | Чемпионат России, Высшая лига                                                                                   | 1       | 16 из 16 | 30 | 6  | 10 | 14  | 24-41  | ▼ Вылет в первую лигу                                                  |
| 1995              | Виктор Антихович                                 | Чемпионат России, Первая лига                                                                                   | 2       | из 22    | 42 | 25 | 4  | 13  | 67-39  | ▲ Выход в высшую лигу                                                  |
| 1996              | Виктор Тищенко                                   | Чемпионат России, Высшая лига                                                                                   | 1       | 18 из 18 | 34 | 4  | 6  | 24  | 18-64  | ▼ Вылет в первую лигу                                                  |
| 1997              | Виктор Тищенко                                   | Чемпионат России, Первая лига / Первый дивизион                                                                 | 2       | 14 из 22 | 42 | 16 | 12 | 14  | 61-56  |                                                                        |
| 1997              | Владимир Дергач                                  | Чемпионат России, Первая лига / Первый дивизион                                                                 | 2       |          | 42 | 16 | 12 | 14  | 61-56  |                                                                        |
| Лада-Тольятти-ВАЗ |                                                  | |         |          |    |    |    |     |        |                                                                        |
| 1998              | Владимир Дергач                                  | | 2       | 19 из 22 | 42 | 15 | 9  | 18  | 52-70  | ▼ Вылет во второй дивизион Снятие 6 очков за отсутствие подогрева поля |
| 1998              | Игорь Голубцов                                   | | 2       | 19 из 22 | 42 | 15 | 9  | 18  | 52-70  | ▼ Вылет во второй дивизион Снятие 6 очков за отсутствие подогрева поля |
| 1998              | Александр Гармашов                               | | 2       | 19 из 22 | 42 | 15 | 9  | 18  | 52-70  | ▼ Вылет во второй дивизион Снятие 6 очков за отсутствие подогрева поля |
| 1999              | Александр Гармашов                               | Чемпионат России, Второй дивизион, зона «Поволжье»                                                              | 3       | из 18    | 34 | 27 | 4  | 3   | 89-22  | ▲ Выход в первый дивизион                                              |
| 1999              | Александр Гармашов                               | Чемпионат России, 2 дивизион, стыковые матчи Кубань (Краснодар): 2:1 (дома), 1:1 (в гостях)                     | 3       | 1 из 2   | 2  | 1  | 1  | 0   | 3-1    | ▲ Выход в первый дивизион                                              |
| «Лада»            |                                                  | |         |          |    |    |    |     |        |                                                                        |
| 2000              | Александр Гармашов                               | Чемпионат России, Первый дивизион                                                                               | 2       | 9 из 20  | 38 | 14 | 10 | 14  | 58-49  |                                                                        |
| 2001              | Александр Гармашов                               | Чемпионат России, Первый дивизион                                                                               | 2       | 14 из 18 | 34 | 12 | 5  | 17  | 40-50  |                                                                        |
| 2002              | Александр Гармашов                               | Чемпионат России, Первый дивизион                                                                               | 2       | 8 из 18  | 34 | 13 | 11 | 10  | 54-35  |                                                                        |
| 2003              | Александр Гармашов                               | Чемпионат России, Первый дивизион                                                                               | 2       | 22 из 22 | 42 | 5  | 3  | 34  | 27-86  | Полуфинал Кубка России 2002/03 ▼Вылет во второй дивизион               |
| 2003              | Хазрет Дышеков                                   | Чемпионат России, Первый дивизион                                                                               | 2       | 22 из 22 | 42 | 5  | 3  | 34  | 27-86  | Полуфинал Кубка России 2002/03 ▼Вылет во второй дивизион               |
| 2004              | Владимир Евсюков                                 | Чемпионат России, Второй дивизион, зона «Урал-Поволжье»                                                         | 3       | 4 из 19  | 36 | 19 | 9  | 8   | 55-20  |                                                                        |
| 2005              | Владимир Евсюков                                 | Чемпионат России, Второй дивизион, зона «Урал-Поволжье»                                                         | 3       | из 19    | 36 | 25 | 7  | 4   | 79-24  | ▲ Выход в первый дивизион (занял освободившуюся вакансию)              |
| 2006              | Владимир Евсюков                                 | Чемпионат России, Первый дивизион                                                                               | 2       | 17 из 22 | 42 | 13 | 6  | 23  | 38-63  | ▼Понижение в классе вследствие неполучения лицензии                    |
| 2006              | Александр Ивченко                                | Чемпионат России, Первый дивизион                                                                               | 2       | 17 из 22 | 42 | 13 | 6  | 23  | 38-63  | ▼Понижение в классе вследствие неполучения лицензии                    |
| 2006              | Александр Бабанов                                | Чемпионат России, Первый дивизион                                                                               | 2       | 17 из 22 | 42 | 13 | 6  | 23  | 38-63  | ▼Понижение в классе вследствие неполучения лицензии                    |
| 2007              | Александр Бабанов                                | Чемпионат России, Второй дивизион, зона «Урал-Поволжье»                                                         | 3       | 7 из 14  | 26 | 11 | 3  | 12  | 27-32  |                                                                        |
| 2008              | Александр Бабанов                                | Чемпионат России, Второй дивизион, зона «Урал-Поволжье»                                                         | 3       | 5 из 18  | 34 | 15 | 12 | 7   | 44-30  |                                                                        |
| 2008              | Игорь Кечаев                                     | Чемпионат России, Второй дивизион, зона «Урал-Поволжье»                                                         | 3       | 5 из 18  | 34 | 15 | 12 | 7   | 44-30  |                                                                        |
| 2009              | Игорь Кечаев                                     | Чемпионат России, Второй дивизион, зона «Урал-Поволжье»                                                         | 3       | 8 из 16  | 30 | 12 | 8  | 10  | 36-35  | Расформирование                                                        |
| «СДЮСШОР-Лада»    |                                                  | |         |          |    |    |    |     |        |                                                                        |
| 2010              | Фарид Жангиров                                   | ЛФЛ России, зона «Приволжье»                                                                                    | 4       | 14 из 17 | 32 | 9  | 3  | 20  | 31-62  |                                                                        |
| 2011              | Фарид Жангиров                                   | Четвёртый див. (регион.) — Чемпионат Самарской области                                                          | 5       | 9        | 22 | 8  | 4  | 10  | 50-48  |                                                                        |
| «Лада-Тольятти»   |                                                  | |         |          |    |    |    |     |        |                                                                        |
| 2012/13           | Игорь Кечаев                                     | Чемпионат России, Второй дивизион/ Первенство ПФЛ/ ФНЛ-2, зона «Урал-Поволжье»/группа «Урал-Приволжье»/группа 4 | 3       | 5 из 15  | 28 | 13 | 9  | 6   | 39-28  | Воссоздание клуба                                                      |
| 2013/14           | Игорь Кечаев                                     | Чемпионат России, Второй дивизион/ Первенство ПФЛ/ ФНЛ-2, зона «Урал-Поволжье»/группа «Урал-Приволжье»/группа 4 | 3       | 7 из 12  | 27 | 9  | 8  | 10  | 31-31  |                                                                        |
| 2014/15           | Игорь Кечаев                                     | Чемпионат России, Второй дивизион/ Первенство ПФЛ/ ФНЛ-2, зона «Урал-Поволжье»/группа «Урал-Приволжье»/группа 4 | 3       | 9 из 11  | 24 | 5  | 9  | 10  | 27-36  |                                                                        |
| 2015/16           | Владимир Кухлевский Владимир Евсюков             | Чемпионат России, Второй дивизион/ Первенство ПФЛ/ ФНЛ-2, зона «Урал-Поволжье»/группа «Урал-Приволжье»/группа 4 | 3       | 9 из 10  | 27 | 5  | 7  | 15  | 23-56  |                                                                        |
| 2016/17           | Александр Бабанов Рустем Хузин                   | Чемпионат России, Второй дивизион/ Первенство ПФЛ/ ФНЛ-2, зона «Урал-Поволжье»/группа «Урал-Приволжье»/группа 4 | 3       | 8 из 9   | 24 | 5  | 6  | 13  | 15-41  |                                                                        |
| 2017/18           | Александр Бабанов                                | Чемпионат России, Второй дивизион/ Первенство ПФЛ/ ФНЛ-2, зона «Урал-Поволжье»/группа «Урал-Приволжье»/группа 4 | 3       | 9 из 13  | 24 | 8  | 1  | 15  | 25-51  |                                                                        |
| 2018/19           | Игорь Желтов                                     | Чемпионат России, Второй дивизион/ Первенство ПФЛ/ ФНЛ-2, зона «Урал-Поволжье»/группа «Урал-Приволжье»/группа 4 | 3       | 11 из 11 | 24 | 3  | 5  | 16  | 16-57  | Приведены суммарные показатели матчей на двух этапах                   |
| 2019/20           | Игорь Желтов                                     | Чемпионат России, Второй дивизион/ Первенство ПФЛ/ ФНЛ-2, зона «Урал-Поволжье»/группа «Урал-Приволжье»/группа 4 | 3       | 11 из 12 | 17 | 3  | 1  | 13  | 12-47  | Утверждены промежуточные результаты из-за пандемии COVID-19            |
| 2020/21           | Михаил Котылев                                   | Чемпионат России, Второй дивизион/ Первенство ПФЛ/ ФНЛ-2, зона «Урал-Поволжье»/группа «Урал-Приволжье»/группа 4 | 3       | 13 из 15 | 28 | 3  | 4  | 21  | 15-100 |                                                                        |
| 2021/22           | Михаил Котылев, Андрей Блажко                    | Чемпионат России, Второй дивизион/ Первенство ПФЛ/ ФНЛ-2, зона «Урал-Поволжье»/группа «Урал-Приволжье»/группа 4 | 3       | 15 из 15 | 28 | 3  | 5  | 20  | 25-78  | Снято 3 очка                                                           |

## Главные тренеры
| Тренер              | Начало       | Конец        |
| ------------------- | ------------ | ------------ |
| Альфред Фёдоров     | 1970         | апрель 1976  |
| Борис Казаков       | апрель 1976  | 1978         |
| Сергей Краев        | 1979         | 1979         |
| Валерий Синау       | 1980         | июль 1981    |
| Николай Волков      | июль 1981    | октябрь 1985 |
| Николай Горшков     | октябрь 1985 | 1987         |
| Альфред Федоров     | 1988         | 1989         |
| / Анатолий Тыряткин | 1990         | июнь 1992    |
| Владимир Найденко   | июнь 1992    | июль 1992    |
| Владимир Евсюков    | июль 1992    | 1993         |
| Александр Ирхин     | 1994         | март 1994    |
| Александр Гармашов  | март 1994    | июль 1994    |
| Виктор Тищенко      | июль 1994    | 1994         |
| Виктор Антихович    | 1995         | 1995         |
| Виктор Тищенко      | 1996         | май 1997     |
| Анвар Бикжанов      | май 1997     | июнь 1997    |
| Владимир Дергач     | июнь 1997    | октябрь 1998 |
| Александр Гармашов  | октябрь 1998 | 2003         |
| Владимир Евсюков    | 2003         | май 2006     |
| Александр Ивченко   | май 2006     | июль 2006    |
| Александр Бабанов   | июль 2006    | июль 2008    |
| Игорь Кечаев        | август 2008  | июнь 2015    |
| Владимир Кухлевский | июль 2015    | декабрь 2015 |
| Владимир Евсюков    | январь 2016  | август 2016  |
| Александр Бабанов   | август 2016  | февраль 2017 |
| Рустем Хузин        | февраль 2017 | июнь 2017    |
| Александр Бабанов   | июнь 2017    | июль 2018    |
| Игорь Желтов        | июль 2018    | январь 2020  |
| Михаил Котылев      | январь 2020  | август 2021  |
| Андрей Блажко       | август 2021  | июнь 2022    |

## Дублирующий состав
В 1995 году дублирующий состав «Лады» принял участие в Третьей лиге ПФЛ. За три тура до конца первенства в пятой зоне команда «Лада»-д была снята с соревнований (за повторную неявку на игру).
В 2000—2002 и 2004—2008 годах в Первенстве КФК/ЛФЛ (МФС «Приволжье») играла команда «Лада-2», в 2013—2014 годах — КСДЮСШОР-12-«Лада».